# Friedrich Funke (Industrieller)
Friedrich Heinrich Funke (* 1. Januar 1854 in Essen; † 1. Juni 1920 ebenda) war ein deutscher Industrieller und Kommerzienrat.

## Leben und Wirken

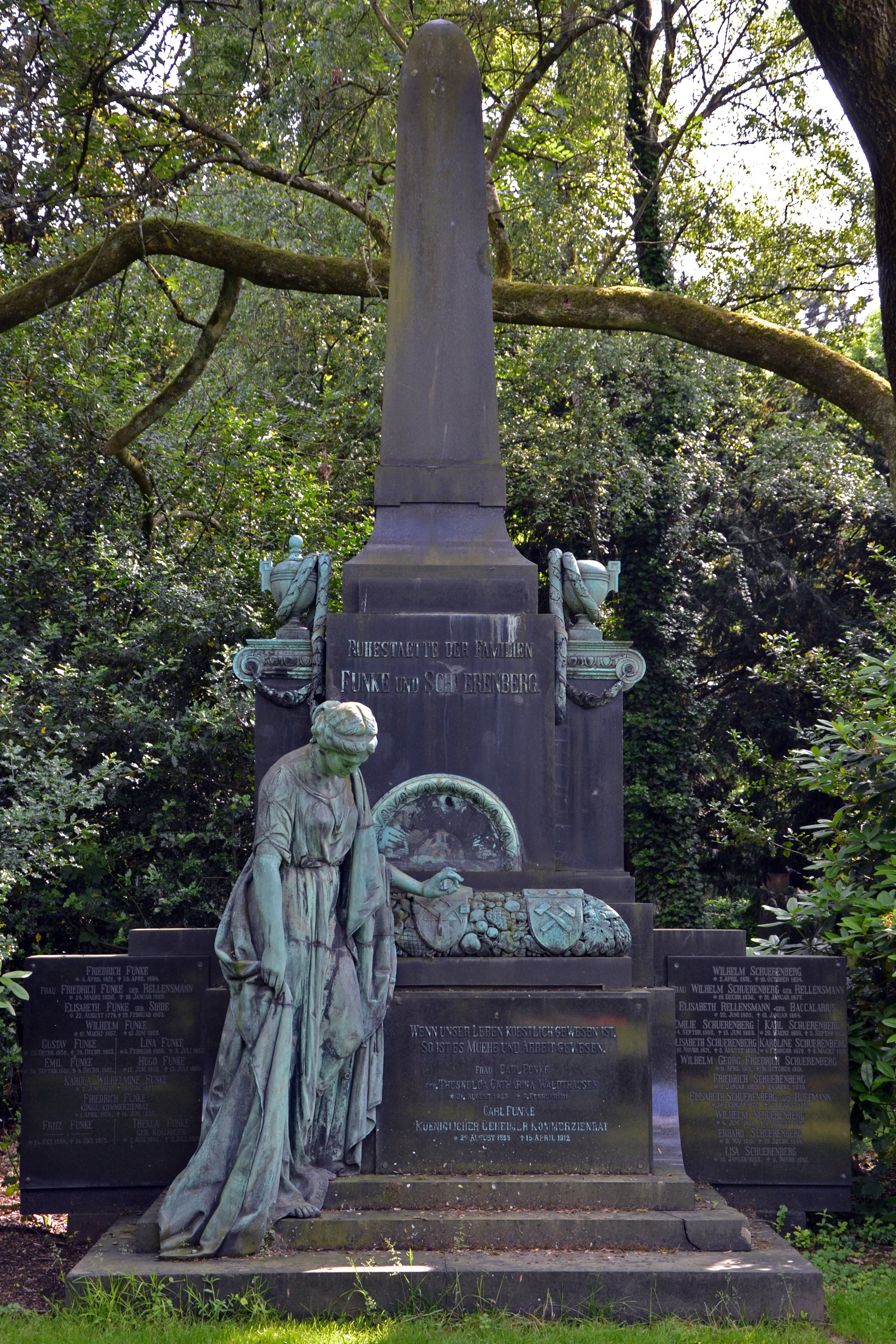
Gemeinsame Ruhestätte der Familien Funke und Schürenberg auf dem Ostfriedhof Essen

Friedrich Funke war der älteste Sohn des Industriellen Friedrich Funke (1821–1884). Jedoch war es überwiegend sein Bruder Carl, der das unternehmerische Erbe der Familie erfolgreich weiterführte.
Nach dem Besuch des Essener Realgymnasiums Humboldtschule mit Obersekunda-Reife im Jahr 1870 studierte er Hüttenkunde an der Polytechnischen Schule Aachen.
Am 22. November 1872 gehörte er zu den Gründern des Akademischen Vereins der Chemiker und Hüttenleute an der Polytechnischen Schule Aachen, des späteren Corps Montania Aachen. Nach dem Studium war er zunächst als Hütteningenieur tätig. 1898 gehörte er zu den Gründern des Rheinisch-Westfälischen Elektrizitätswerks. 
Nach dem Tod seines jüngeren Bruders Carl im Jahr 1912 übernahm er wichtige Leitungsfunktionen in den Unternehmen seiner Familie. 1915 wurde er Aufsichtsratsvorsitzender des Bergwerksvereins König Wilhelm in Borbeck. Von 1916 bis 1919 war er Vorstandsvorsitzender der  Actien-Bierbrauerei in Essen an der Ruhr, der späteren Stern-Brauerei, in der sein Vater 22 Jahre lang dieses Amt ausübte.
Im Andenken an seinen früh verstorbenen Bruder Wilhelm (1857–1903) gründete Funke 1912 die überkonfessionelle Friedrich-und-Wilhelm-Funke-Stiftung, die am 2. Mai 1914 im Essener Stadtteil Bredeney die durch den Essener Architekten Albert Erbe entworfene Walderholungsstätte eröffnete, die schulpflichtigen Kindern minderbemittelter Essener Familien diente. Nach dem Zweiten Weltkrieg wurde die Walderholungsstätte 1953 in ein Waisenhaus umgewandelt, wobei sich der Stiftungszweck von der „Erholung“ zur „ständigen Betreuung von Kindern und Jugendlichen von 7 bis 18 Jahren und deren Erziehung für eine selbstständige Lebensführung“ änderte. Noch heute gibt es die Friedrich-und-Wilhelm-Funke-Stiftung, die ein Kinder- und Jugendheim betreibt.
Friedrich Funke wurde in der Familiengruft der Familien Funke und Schürenberg zunächst auf dem Friedhof am Kettwiger Tor beigesetzt. Nach dessen Schließung 1955 wurde die gemeinsame Gruft auf den Ostfriedhof Essen verlegt.

## Auszeichnungen
- Verleihung des Titels Kommerzienrat durch die Stadt Essen
- Errichtung eines Denkmals vor dem Städtischen Kinderheim Funkestiftung, Am Reckmannshof 9 in Essen-Bredeney. Es trägt die Inschrift: „Dem Stifter Kommerzienrat Funke die dankbare Vaterstadt. Natur! Du ewig Keimende, schaffst jeden zum Genuss des Lebens.“